# Balders død
 Denne artikel omhandler den nordiske mytologi. Opslagsordet har også en anden betydning, se Balders død (flertydig).
Dette er historien om Balders død (norrønt: Dauði Baldrs) i nordisk mytologi.

## To forskellige beretninger
Ifølge Snorres Den Yngre Edda var Balder Odins og Friggs søn og den smukkeste gud i Asgård. Det har været spekuleret i, om fremstillingen af Balder som en mild og venlig gud var inspireret af kristendommens Jesus, og om han tidligere også har haft andre sider. I Den Ældre Edda er myten om Balders død kun bevaret i tre strofer, selv om beretningen kun på ét punkt adskiller sig væsentligt fra Snorres senere gengivelse. I Voluspå bliver drabet på Balder forudsagt, men det sker uden medvirkning fra Loke, og Balders blinde bror bliver dermed den ansvarlige for drabet.

## Balders død
Balder havde den egenskab, at han kunne se ind i fremtiden. Han var altid glad og fortalte alle i Asgård om sine lykkelige drømme. Dog skete det en dag, at Balder mistede sin glæde og gik ulykkelig rundt til stor undren for aserne, som spurgte ham, hvad der var galt. Balder svarede, at hans drømme var vendt til mareridt, som varslede ham en frygtelig skæbne. Alle aserne tog dette meget alvorligt, især hans forældre Odin og Frigg.
Frigg forsøgte at hjælpe Balder ved at få alt levende og alt dødt i verden til at sværge, at de aldrig ville skade ham. Balder blev derved usårlig til daglig morskab for aserne, som kastede alverdens ting mod ham, men uanset hvor meget de prøvede, brød tingene ikke deres ed og undveg ham altid. Kun Loke morede sig ikke, i stedet blev han gal af jalousi på grund af Balders popularitet og planlagde gudens fald.
Forklædt som kvinde opsøgte Loke Frigg og opdagede hurtigt, at hun ikke havde taget misteltenen i ed, da Frigg havde anset denne lille plante, som voksede vest for Valhal, for ufarlig. Loke fremstillede da øjeblikkeligt en pil af mistelten og gik hen til pladsen, hvor aserne morede sig med at sigte efter Balder. Her så han Balders blinde bror Høder sidde og lytte til løjerne, synligt utilfreds med ikke at kunne deltage. Loke sagde da til Høder: "Vil du ikke også prøve at skyde efter Balder, så skal jeg nok vise dig, hvor han er." Høder tog imod Lokes forslag, og Balder døde. Det særlige ved mistelten – at den snylter på træer – ser ud til at være ukendt for både Snorre i Den Yngre Edda og forfatteren af Den Ældre Edda. Begge beskriver den som en plante, der vokser i jord.
Odin frelste Lokes liv ved at sige: "Her er spildt nok blod for en dag." Loke derimod, kastede skylden på Frigg og påstod, at hun havde narret dem alle til at tro, at Balder var usårlig.

## Ligfærden
Balder blev brændt på det største af asernes krigsskibe, Ringhorne. Da hans kone Nanna så sin mand bæres bort, brast hendes hjerte af sorg, så også hun blev lagt i gravskibet. Selv Tor kunne ikke skubbe det kolossale skib fra land, uanset hvor meget Megingjord blev spændt. Aserne så ingen anden udvej end at tilkalde en gyger – kvindelig jætte – kaldet Hyrrokin, som med den største lethed skubbede skibet i vandet med en sådan kraft, at gnister stod fra dets bov.
Tor glødede af raseri over at være blevet overgået i styrke, men undlod på asernes foranledning at sige noget. Det var først, da dværgen Lit gik ind foran Tor, at han ikke længere kunne styre sit temperament og af al kraft sparkede til dværgen, som styrtede ind i bålet.

## Balder i Helheim
Balder opholdt sig så i det trøstesløse Helheim sammen med sin kone Nanna og dværgen Lit, som døde i flammerne. Frigg sørgede over sin søn og tryglede om, at nogen red til Dødsriget for at hente ham tilbage. Kun Balders bror Hermod turde ride derhen. Han lånte sin fars hest, Sleipner, og red i ni dage før han nåede frem. Hermod forhandlede med Hel, som gik med på at give Balder livet tilbage, "hvis alle ting i verden, levende som døde, ville græde for Balder". Aserne drog da ud til alle hjørner af de ni verdener og fik alle til at græde, undtagen en gammel troldkone, Tøkk (Loke i forklædning), som sad i sin hule og på asernes forespørgsel svarede, at hun "ville græde tørre tårer over Balder". Balder måtte nu blive i Helheim indtil ragnarok.

## Odin opsøger vølven
Tidligere var Odin, der jo som omtalt også var nervøs for Balder, rejst til Hel for at opsøge vølven. Han rejste i skikkelse af Vegtramer for at virke ukendelig. Odin bemærkede da, at der i Hel var dækket op til fest og spurgte vølven om årsagen. Hun svarede, at Balder var ventet, da han snart ville blive slået ihjel af sin broder Høder.
Odin ville da vide, hvem som skulle hævne drabet, og modvilligt fik han svaret, at han selv og Rind ville få en søn, Vale, som ville dræbe Høder. Odin spurgte da, stadig i skikkelse af Vegtramer, om der var nogen, som ikke ville begræde Balders død, men vølven trak sig da straks tilbage til sin grav, da hun opdagede, at det var Odin, hun havde foran sig. Hans evne til at se ind i fremtiden havde røbet ham.
Nedtrykt og magtesløs vendte Odin tilbage til Asgård, hvor Frigg forsikrede ham om, at hun havde fået alverden, troede hun da, til at sværge ved edsaflæggelse, at ingen eller intet ville gøre Balder fortræd.